# Тасей
Тасе́й — село в Читинском районе Забайкальского края России. Входит в сельское поселение «Арахлейское».

## География
Расположено на северо-западе Читинского района, в 12 км к северо-востоку от центра сельского поселения, села Арахлей, и в 75 км от города Читы, на юго-западном берегу озера Иван.

## Население
| 2010 | 2021 |
| ---- | ---- |
| 107  | ↘81  |